# Йолмо (язык)
Йолмо — тибето-бирманский язык в Непале, на котором говорит народ йолмо. Язык распространён в основном в долинах Хеламбу и Меламчхи на севере района Нувакот и на северо-западе района Синдхупалчок. На диалектах языка также говорят в районах Рамечхап (идиом кагате), а также в районах Илам и Ламджунг.
Язык похож на родственные кьиронг, тибетский и шерпа. В 2011 году на языке говорили примерно 10 000 человек.

## О названии
Йолмо — одновременно лингвоним и этноним, то есть на языке говорит одноимённый народ. В англоязычной литературе помимо названия Yolmo, также принято использовать названия с буквой h, которая обозначает низкий тон: Hyolmo, Yholmo и Yohlmo.

## Классификация
Язык относится к подгруппе языков кьиронг-кагате, к которым также относятся кьиронг, кагате, гьялсумдо, тсум и нубри — ближайшие родственники йолмо. Эти языки распространены на непальско-тибетской границе, в Непале близ Гималайских гор и на территории Тибетского автономного района.
Подгруппа относится к тибетской группе языков, происходящей от классического тибетского языка.

## История языка
Носители языка мигрировали через Гималаи из уезда Гьиронг, находящегося на юго-западе Тибета, около 300 лет назад. Судя по всему, эта миграция не была вызвана одним событием. Наоборот, она была постепенной и растянулась на несколько веков.

## Современный статус
Большинство носителей йолмо двуязычны и говорят также на непальском языке. Для более старших людей непальский в основном используется для общения с людьми за пределами своих общин. Молодые носители йолмо обучаются в основнмо в непальских школах и потому хорошо владеют обоими языками.
Носители языка йолмо постепенно мигрируют в Катманду и потому язык замещается в повседневном общении непальским и английским, на которых также ведётся обучение в школах.

## Лингвистическая характеристика

### Фонетика и фонология

#### Согласные звуки
В йолмо 36 согласных звуков. Они представлены ниже:
|             |                | Губные | Апик. зубн. | Постальв. | Ретрофл. | Палат. | Веляр. | Глотт. |
| ----------- | -------------- | ------ | ----------- | --------- | -------- | ------ | ------ | ------ |
| Взрывные    | Глухие         | p      | t           |           | ʈ        | c      | k      |        |
| Взрывные    | Придыхательные | pʰ     | tʰ          |           | ʈʰ (ʈh)  | cʰ     | kʰ     |        |
| Взрывные    | Звонкие        | b      | d           |           | ɖ        | ɟ      | ɡ      |        |
| Фрикативы   | Глухие         |        | s           | ɕ         |          |        |        | h      |
| Фрикативы   | Звонкие        |        | z           | ʑ         |          |        |        |        |
| Аффрикаты   | Глухие         |        | ts          | tɕ        |          |        |        |        |
| Аффрикаты   | Придыхательные |        | tsʰ         | tɕʰ       |          |        |        |        |
| Аффрикаты   | Звонкие        |        | dz          | dʑ        |          |        |        |        |
| Носовые     | Носовые        | m      | n           |           |          | ɲ      | ŋ      |        |
| Плавные     | Глухие         |        | r̥           |           |          |        |        |        |
| Плавные     | Звонкие        |        | r           |           |          |        |        |        |
| Боковые     | Глухие         |        | l̥           |           |          |        |        |        |
| Боковые     | Звонкие        |        | l           |           |          |        |        |        |
| Полугласные | Полугласные    | w      |             |           |          | j      |        |        |

Звуки [h], [r̥] и [l̥] встречаются реже всего.

#### Гласные звуки
В йолмо пять кратких и пять долгих гласных. Они представлены ниже:
|         | Передние | Средние | Задние |
| ------- | -------- | ------- | ------ |
| Верхние | i iː     |         | u uː   |
| Средние | e eː     |         | ɔ ɔː   |
| Нижние  |          | a aː    |        |

Хотя в тибетском нет различий в долготе гласных, в йолмо она играет большую роль:
| tɕí  | «один»          |
| tɕíi | «что»           |
| tó   | «рис»           |
| tóo  | «быть голодным» |

Также в отличие от тибетского и других тибетских языков, в йолмо нет верхнего переднего гласного [y].

#### Тоны
Как и в других тибетских языках, в йолмо есть несколько тонов: высокий, высокий нисходящий, низкий и низкий нисходящий:
| pú    | «волосы тела»  |
| pù    | «сын»          |
| kómba | «хотящий пить» |
| kòmba | «храм»         |

### Синтаксис
Базовый порядок слов языка йолмо — субъект-объект-глагол, обычный для тибето-бирманских языков.